# Arnoltovice
Arnoltovice jsou téměř zcela zaniklý hrad, situovaný v severní části intravilánu obce Poličná v trati zvané Němčíkův kopec, ležící asi 1,6 km západně od centra města Valašského Meziříčí v okrese Vsetín. Od 3. května 1958 jsou pozůstatky někdejšího biskupského hradu chráněny jako kulturní památka. Hradní jádro a na něj navazující předhradí se nacházejí v soukromých zahradách a nejsou přístupné veřejnosti.

## Historie
Hrad Arnoltovice byl zbudován v souvislosti s kolonizací, kterou v oblasti horního Pobečví řídilo biskupství olomoucké. První písemná zmínka o lokalitě pochází z roku 1307, kdy post maršálka biskupa Jana VI. z Valdštejna zastával jistý Jiří z Arnoltovic, jenž se společně s Bohuslavem z Krásna zapojil do sporu s příborskými hrabaty. Jako Jiří z Poličné je pak znova připomínán i o čtyři roky později v listině Bohuslava z Krásna pro zuberského fojta. Opevněné sídlo je v písemných pramenech označováno jako castrum (1376, 1392), municio (1396) či propugnaculum (1447, 1449 a 1463) a sloužilo coby centrum biskupského lenního statku, k němuž koncem 14. století patřilo město Meziříčí, vsi Hrachovec, Křivé, Oznice, Poličná (zvaná také podle hradu jako Arnoltovice), Veselá, dnes zaniklé vsi Hodonavsko, Kateřinsko, Pešíkova Lhota, Polomsko, Střítež a polovina vesnice Juřiny Lhoty (Juřinka).

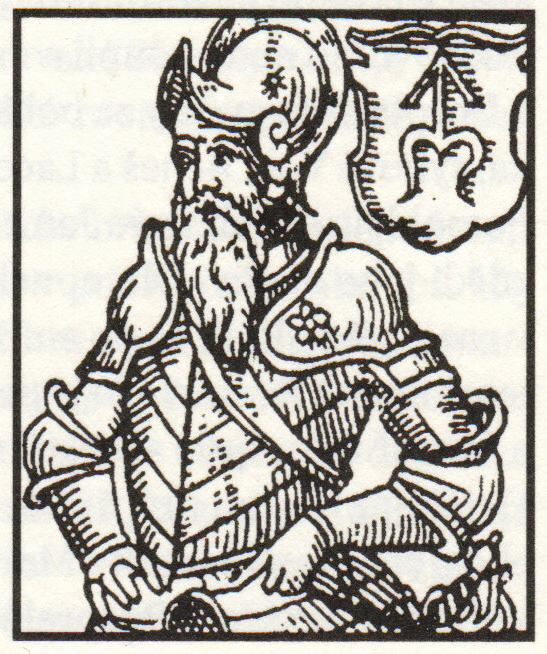
Fiktivní podobizna Lacka z Kravař a Helfštejna († 1416) z Paprockého Zrcadla slavného markrabství moravského (1593)

V 60. a 70. letech 14. století drželi léno Petr z Arnoltovic a Jeneč z Arnoltovic (také ze Strebec), který jej roku 1376 odprodal Oldřichovi z Kortelangen. Kortelangen udělil v roce 1377 meziříčským měšťanům odúmrť a po jeho smrti přešlo arnoltovické léno na jeho bratra Viléma. Kolem roku 1381 se Arnoltovice dostaly do rukou biskupského hejtmana Jindřicha z Bělé, jenž roku 1390 odprodal pusté vesnice Hodonavsko, Kateřinsko a Polomsko olomouckému biskupovi Mikulášovi z Riesenburka. O dva roky později pak biskup Mikuláš převzal i zbytek léna a z hradu učinil jednu ze svých hlavních rezidencí. Vydal zde několik listin (1394) a připomínán je také jeho arnoltovický purkrabí Wolfram. Už od roku 1396 byly Arnoltovice v držení Lacka z Kravař, po jehož smrti v roce 1416 připadly pánům z Bystřice, za nichž bylo od arnoltovického léna odděleno město Meziříčí a připojena dnes již neexistující ves Radslavova Lhota. Jindřich z Bystřice a Choryně († 1432) dal v roce 1419 na Arnoltovicích sepsat zbožnou nadaci osmi kop grošů ročního důchodu na tři týdenní mše, jež měly být slouženy u oltáře sv. Jana Křtitele v meziříčském farním kostele. Součástí hradu Arnoltovice byla zřejmě i soukromá kaple, jejíž kaplan je zmiňován právě v době, kdy Arnoltovice držel Jindřich z Bystřice. Po Jindřichově smrti se léna ujal Hereš z Bystřice († 1437), po němž statek zdědil jeho syn Jindřich z Bystřice. V letech 1449–1463 byl držitelem Arnoltovic rod z Brňova. Posledním známým vlastníkem Arnoltovic byl Zich Rynda z Nezdenic, jenž léno obdržel roku 1463 po Václavovi z Brňova. Zich Rynda se podle Arnoltovic psal i se svým bratrem Janem ještě v roce 1466, kdy je hrad v písemných pramenech připomínán naposledy. Arnoltovice zanikly zřejmě během česko-uherských válek a vesnice, které k nim náležely, se staly součástí biskupského lenního statku Meziříčí.
Na počátku 19. století měly být kameny z arnoltovické zříceniny údajně druhotně využity při stavbě vrchnostenské úřední budovy v Krásně nad Bečvou, která byla posléze upravena a přeměněna na empírový zámek Kinských. Podle valašskomeziříčského katechety, regionálního badatele a předsedy místní Musejní společnosti Eduarda Domluvila na počátku 20. století „po zděném hradu Arnoltovicích nezbylo památky než val: jména Arnoltovic lid již nezná, nazývá ten pahorek Němčíkovým kopcem“.

### Archeologické nálezy

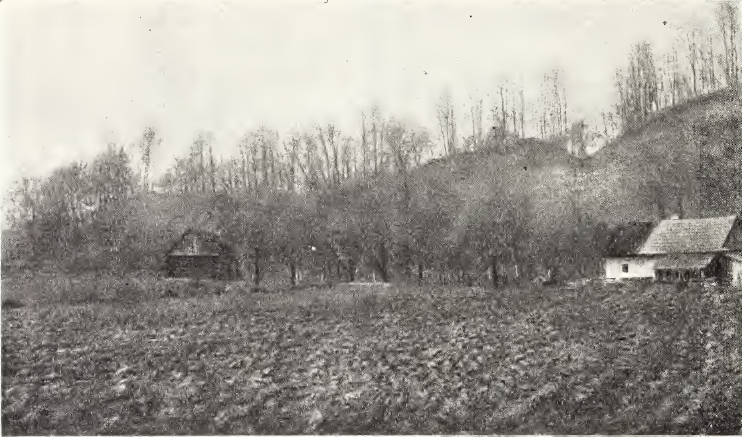
Němčíkův kopec s pozůstatky Arnoltovic na snímku z roku 1914

Na jaře 1964 bylo při stavbě sklepa na úpatí Němčíkova kopce objeveno kovové pečetidlo, jehož pečetní plocha měla v průměru 30 mm a ve svém středu nesla gotický štít se dvěma zkříženými bradaticemi a špatně čitelnou obvodovou legendou, dle které byl majitelem pečetního typáře Záviš z Bystřice († mezi 1420 a 1422), mladší bratr Hereše z Bystřice. Po Závišově smrti byla platnost pečetidla přerušena dvěma na sebe kolmými záseky. Z místa pochází též soubor zlomků běžné středověké keramiky ze 14. a 15. století a bohatá kolekce kovových předmětů (hroty střel, hřeblo, hřeby, sekyry, srpy či visací zámek). Výraznější archeologický průzkum lokality proběhl počátkem 70. let 20. století, kdy byly na ploše hradního jádra odhaleny kamenné základy; dokumentace však chybí.

## Stavební podoba

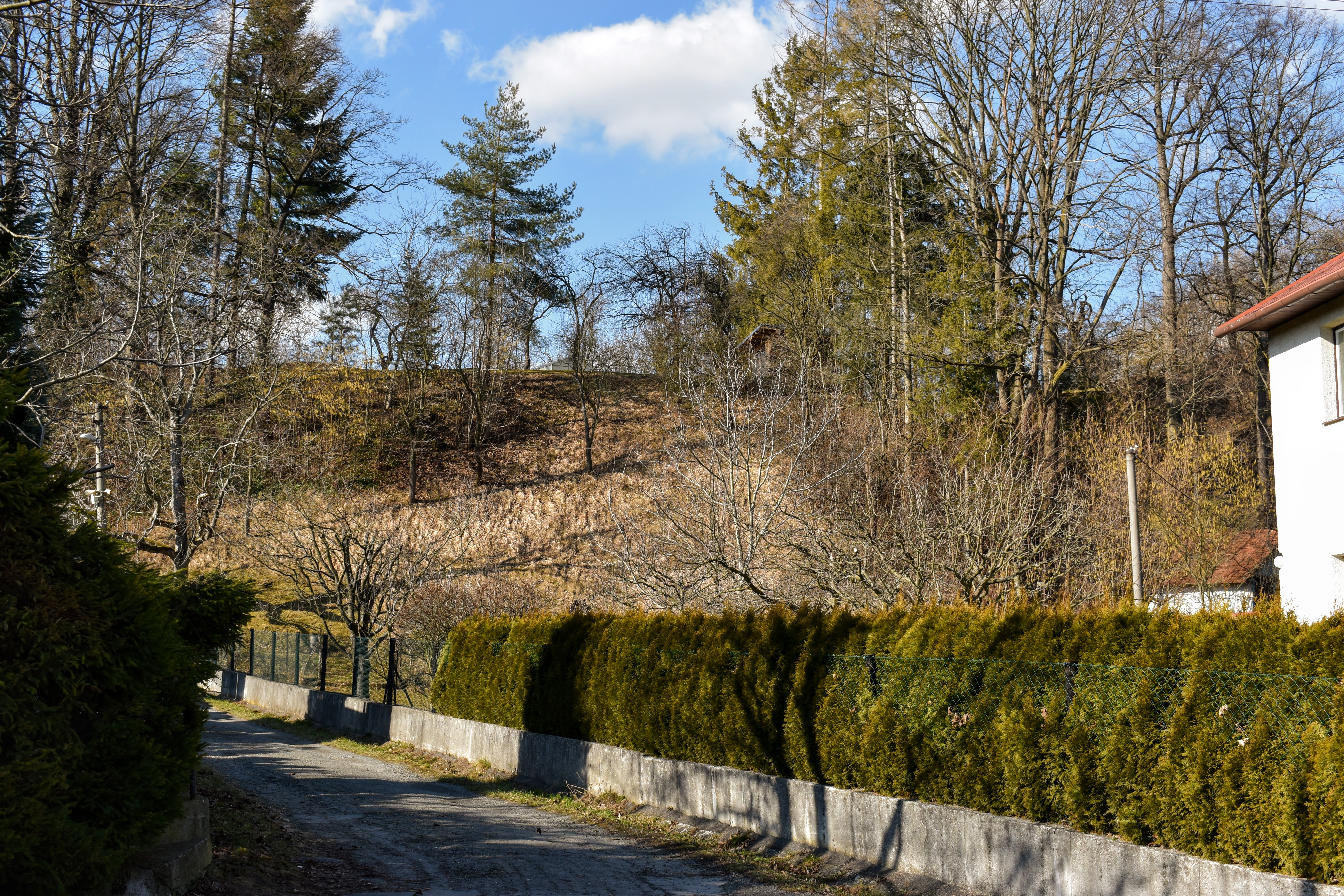
Pohled na hradní jádro od východu

Pozůstatky hradu Arnoltovice jsou situovány na jižním ostrohu táhlého a k jihu se svažujícího hřbetu, tvořícího východní část pahorku Strážka (425 m n. m.). Na východě a jihovýchodě je ostroh obtékán potokem Loučka (zvaným také Bránecký potok), který se zhruba o 680 m severovýchodně vlévá do řeky Bečvy. Jádro hradní lokality tvoří výrazný kuželovitý pahorek přibližně trojúhelníkového tvaru o rozměrech 30, 35 a 40 m. Jeho horní plato je téměř rovné. Severozápadní část jádra byla v 60. letech 20. století narušena výstavbou přístupové cesty. Významným pozůstatkem někdejšího hradu je příkop, ze severní strany oddělující jádro od předhradí, který místy dosahuje hloubky kolem 5 m a šířky 15–20 m. Na povrchu nejsou patrné žádné náznaky dochovaného zdiva.